# Kolonia (Kępie Zaleszańskie)
Kolonia – część wsi Kępie Zaleszańskie w Polsce, położona w województwie podkarpackim, w powiecie stalowowolskim, w gminie Zaleszany.
W latach 1975–1998 Kolonia należała administracyjnie do województwa tarnobrzeskiego.